# 채연 (음반)
채연은 대한민국의 여자 가수 채연의 세 번째 정규 음반이다. 2006년 11월 10일 발매되었다. "오직너"는 데뷔한지 처음으로 엠카운트다운에서 1위를 하게 된다.